# Cidipa
Cidipa (grec antic: Κυδίππη) va ser un personatge de la mitologia grega, filla d'Òquim i d'Hegetòria.
Es va casar amb Cèrcaf, germà del seu pare, que va heretar el regne de l'illa de Rodes i va ser rei. D'aquesta unió en van néixer tres fills, Lindos, Ialis i Camir, que quan va morir el seu pare, van acordar que es dividirien l'illa en tres parts. Cadascú va fundar, a la part que li va correspondre, una ciutat a la que hi va posar el seu nom: Lindos, Ialisos i Camiros.
Una altra tradició explica que Òquim va prometre la seva filla a un home anomenat Ocridió, i quan aquest va enviar un herald a recollir a la seva núvia, Cèrcaf, que s'havia enamorat de la seva neboda, la va raptar i va fugir fora del regne. Més tard va tornar, quan el seu germà Òquim ja era vell.